# Liste von Sprengstoffanschlägen im Jahr 2020
Die Liste von Sprengstoffanschlägen im Jahr 2020 erfasst Anschläge mit Sprengladungen und anderen Spreng- und Brandvorrichtungen gegen Einrichtungen und Ansammlungen von Menschen, die im Jahr 2020 passierten. Zu den Formen zählen unter anderem Auto- und Rucksackbomben. Siehe auch Liste von Anschlägen auf Verkehrsflugzeuge.

## Liste
| Datum    | Ereignis                                                                          | Ort               | Staat              | Tote      | Verletzte | Anmerkung, Quellen |
| -------- | --------------------------------------------------------------------------------- | ----------------- | ------------------ | --------- | --------- | ------------------ |
| 6. Jan.  | Sprengstoffanschlag auf Markt                                                     | Gamboru           | Nigeria            | 38        | 35+       | [ 1 ]              |
| 18. Jan. | Anschlag mit Drohnen und Raketen auf Moschee in Militärtrainingslager             | Ma'rib            | Jemen              | 116       | 148       | [ 2 ]              |
| 18. Jan. | Selbstmordattentat mit Autobombe auf türkische Ingenieure und Polizisten          | Afgooye           | Somalia            | 4 (+1)    | 20        | [ 3 ]              |
| 23. Jan. | Anschlag mit Autobomben und Schusswaffen auf Soldaten                             | Idlib             | Syrien             | 40        | 80        | [ 4 ]              |
| 17. Feb. | Selbstmordattentat mit Motorradbombe auf Kundgebung                               | Quetta            | Pakistan           | 10 (+1)   | 35        | [ 5 ]              |
| 23. Feb. | Sprengstoffanschlag auf Kundgebung                                                | Addis Abeba       | Äthiopien          | 0         | 29        | [ 6 ]              |
| 6. Mrz.  | Raketenangriff auf Zeremonie                                                      | Kabul             | Afghanistan        | 32 (+2)   | 82        | [ 7 ]              |
| 11. Mrz. | Raketenangriff auf Militärstützpunkt                                              | Tadschi           | Irak               | 3         | 21        | [ 8 ]              |
| 23. Mrz. | Anschlag mit Panzerfäusten auf Soldaten                                           | Borno             | Nigeria            | 70+       |           | [ 9 ]              |
| 25. Mrz. | Selbstmordanschlag auf Gurdwara                                                   | Kabul             | Afghanistan        | 25 (+3)   | 9         | [ 10 ]             |
| 28. Apr. | Granatenangriff auf Tankwagen, Markt und Regierungsgebäude                        | Afrin             | Syrien             | 53        | 50+       | [ 11 ]             |
| 3. Mai   | Granatenangriff auf Moschee                                                       | Paktika           | Afghanistan        | 0         | 20        | [ 12 ]             |
| 12. Mai  | Selbstmordanschlag auf Beerdigung                                                 | Nangarhar         | Afghanistan        | 32 (+1)   | 133       | [ 13 ] [ 14 ]      |
| 14. Mai  | Selbstmordanschlag mit Autobombe auf Militärstützpunkt                            | Gardez            | Afghanistan        | 5 (+1)    | 29        | [ 15 ]             |
| 18. Mai  | Selbstmordanschlag mit Autobombe auf NDS-Anlage                                   | Ghazni            | Afghanistan        | 7 (+1)    | 40        | [ 16 ]             |
| 19. Mai  | Anschläge mit Motorradbombe und Schusswaffen auf Militärstellungen und Zivilisten | Kunduz            | Afghanistan        | 13 (+10+) | 73        | [ 17 ] [ 18 ]      |
| 24. Mai  | Anschlag mit Autobombe auf Veranstaltung                                          | Baidoa            | Somalia            | 5         | 20        | [ 19 ]             |
| 13. Jul. | Selbstmordattentat auf NDS-Anlage                                                 | Aybak             | Afghanistan        | 11 (+3)   | 63        | [ 20 ]             |
| 30. Jul. | Selbstmordattentat mit Autobombe auf Regierungsgebäude                            | Pul-i-Alam        | Afghanistan        | 17        | 30        | [ 21 ]             |
| 2. Aug.  | Selbstmordattentat mit Autobombe auf Gefängnis                                    | Dschalalabad      | Afghanistan        | 21 (+8)   | 50        | [ 22 ]             |
| 10. Aug. | Anschlag mit Motorradbombe auf Sicherheitskräfte                                  | Chaman            | Pakistan           | 5         | 20        | [ 23 ]             |
| 16. Aug. | Selbstmordattentat mit Autobombe und Schusswaffen auf Hotel                       | Mogadischu        | Somalia            | 14 (+3)   | 28        | [ 24 ]             |
| 24. Aug. | Anschlag mit Selbstmordattentäterin und Motorradbombe auf Hotel                   | Jolo (Sulu)       | Philippinen        | 14 (+1)   | 75        | [ 25 ]             |
| 25. Aug. | Anschlag mit Autobombe auf Sicherheitskräfte                                      | Balch             | Afghanistan        | 3         | 41        | [ 26 ]             |
| 11. Sep. | Selbstmordattentat auf Moschee                                                    | Kismaayo          | Somalia            | 6 (+1)    | 20        | [ 27 ]             |
| 17. Sep. | Anschläge mit Autobombe und Schusswaffen auf Kontrollpunkte und Sicherheitskräfte |                   | Afghanistan        | 34 (+84)  | 25        | [ 28 ]             |
| 3. Okt.  | Anschlag mit Autobombe und Schusswaffen auf Regierungsgebäude                     | Nangarhar         | Afghanistan        | 15        | 30        | [ 29 ]             |
| 5. Okt.  | Selbstmordattentat mit Autobombe auf Konvoi                                       | Laghman           | Afghanistan        | 8 (+1)    | 38        | [ 30 ]             |
| 6. Okt.  | Anschlag mit Autobombe auf Zivilisten                                             | al-Bab            | Syrien             | 18        | 75        | [ 31 ]             |
| 18. Okt. | Anschlag mit Autobombe auf Polizeihauptquartier                                   | Tschaghtscharan   | Afghanistan        | 12        | 100       | [ 32 ]             |
| 24. Okt. | Selbstmordattentat auf Schule                                                     | Kabul             | Afghanistan        | 30 (+1)   | 70        | [ 33 ] [ 34 ]      |
| 27. Okt. | Anschlag mit Autobombe auf Sicherheitskräfte                                      | Kabul             | Afghanistan        | 2         | 25        | [ 35 ]             |
| 27. Okt. | Anschlag mit Rucksackbombe auf Madrasa                                            | Peschawar         | Pakistan           | 8         | 110       | [ 36 ]             |
| 2. Nov.  | Anschlag mit Sprengstoff und Schusswaffen auf Universität                         | Kabul             | Afghanistan        | 32 (+3)   | 50        | [ 37 ] [ 38 ]      |
| 10. Nov. | Anschlag mit Autobombe und Schusswaffen auf Polizisten                            | Faryab            | Afghanistan        | 4         | 20        | [ 39 ]             |
| 21. Nov. | Raketenangriff auf Wohnviertel                                                    | Kabul             | Afghanistan        | 8         | 31        | [ 40 ]             |
| 24. Nov. | Doppelanschlag mit zwei Sprengsätzen auf Verkehrspolizisten und Zivilisten        | Bamiyan           | Afghanistan        | 17        | 50        | [ 41 ]             |
| 29. Nov. | Selbstmordattentat auf Politiker                                                  | Qalāt-i Ghildschī | Afghanistan        | 3 (+1)    | 23        | [ 42 ]             |
| 29. Nov. | Anschlag mit Autobombe auf Sicherheitskräfte                                      | Ghazni            | Afghanistan        | 30        | 24        | [ 43 ]             |
| 13. Dez. | Sprengstoffanschlag auf Polizeistation                                            | Rawalpindi        | Pakistan           | 0         | 23        | [ 44 ]             |
| 20. Dez. | Anschlag mit Autobombe auf Politiker                                              | Kabul             | Afghanistan        | 9         | 20        | [ 45 ]             |
| 25. Dez. | Selbstmordattentat mit Autobombe                                                  | Nashville         | Vereinigte Staaten | 0 (+1)    | 3         | [ 46 ]             |
| 25. Dez. | Anschlag mit Schusswaffen und Sprengstoff auf den Flughafen Aden                  | Aden              | Jemen              | 25        | 110       | [ 47 ]             |